# 이순인
이순인(李純仁, 1533년~1592년)은 조선의 문신이자 시인이다. 본관은 전의(全義), 자는 백생(伯生)·백옥(伯玉), 호는 고담(孤潭)이다. 문장에 뛰어나 이이, 송익필, 이달, 최립, 백광훈, 이산해, 하응림 등과 함께 팔문장계로 불렸다.

## 생애
서울에서 태어났다. 아버지는 현령 이홍(李弘)이며, 어머니는 죽산박씨(竹山朴氏)로 생원 박함(朴諴)의 딸이다.
1564년(명종 19) 사마시에 합격하였고, 1572년(선조 5) 문과별시에 급제, 승문원정자, 예문관검열 등을 지냈다. 선조가 병환이 있어 궁내에서 불사(佛事)가 있다는 소식을 듣고 유생들과 함께 상소하여 정업원(淨業院)을 없애자고 청하였다.
홍문관교리·사헌부지평·응교 등을 거쳐 사간이 되었으나 당시 재상의 뜻에 거슬려 사직하였다. 1586년 다시 사간에 임명, 부승지·형조참의·승문원제조가 되어 동지사(冬至使)로 명나라를 다녀온 뒤 도승지에 임명되었으나 사양하였다.
1592년 임진왜란이 일어나자 예조참의로 선조를 호종하다 왕명으로 중전과 동궁을 모시고 성천에 이르자 과로로 병이 들어 죽었다.

## 학문 세계
이순인은 처음에 이중호(李仲虎)의 문하에서 공부하다가 뒤에는 이황·조식의 문하에서 수업하여 성리학을 연구하였다. 외손 이진담의 〈행장〉과 10세손 이진옥의 〈행장〉에 의하면 이순인은 20세 무렵 도산으로 이황을, 가야로 조식을 찾아가 가르침을 청하여 유학자로서의 뜻을 세웠고, 성혼, 이이, 송익필 등과도 교유하여 유학자로서 확고한 입지를 얻었다고 한다. 이황은 "학문에 독실함이 쉽게 얻을 수 있는 것이 아니다"라는 평을, 이이는 "그가 만족하는 것이 녹녹한 데 있지 않다"라고 하였고, 성혼은 "한 시대의 맑은 선비로 세상에 보익됨이 적지 않다"라고, 송익필은 "가히 더불어 심학을 이야기할 만한 사람이다"라고 평을 하여 이순인 나이 40세 전후한 무렵에 당대의 명유들로부터 인정을 받았다.

## 문학 세계
시인으로서 이달, 백광훈, 최경창 등 삼당파 시인들과 교유하면서 당시풍을 추구한 것으로 《지봉유설》 등에서 거론되었다. 한국한시사에 있어서 삼당파가 이끈 당시풍의 선구자로 평가되기도 한다.
그의 시세계는 관료와 유학자로서의 이념을 드러낸 시, 붕당을 피해 은거하면서 복합적인 심정을 드러낸 시, 삼당시인 등과의 교류시로 크게 나눌 수 있다.

## 사후
이조판서를 추증받고, 전릉군에 봉해졌다.
1613년(광해군 5년) 위성공신(衛聖功臣) 3등에 봉해졌다. 임진왜란 때 세자 광해군을 이천, 전주로 호종하고 광해군 분조(分朝)의 항일 활동을 보좌한 공로였다.
숙종대에 송시열의 발의로 봉곡서원이 창건되면서 배향되었다.

## 저서
- 《고담집》(孤潭集) 5권
- 한국어 위키문헌에 이 글과 관련된 원문이 있습니다. 한시 〈송인〉